# Lachy Limanowskie

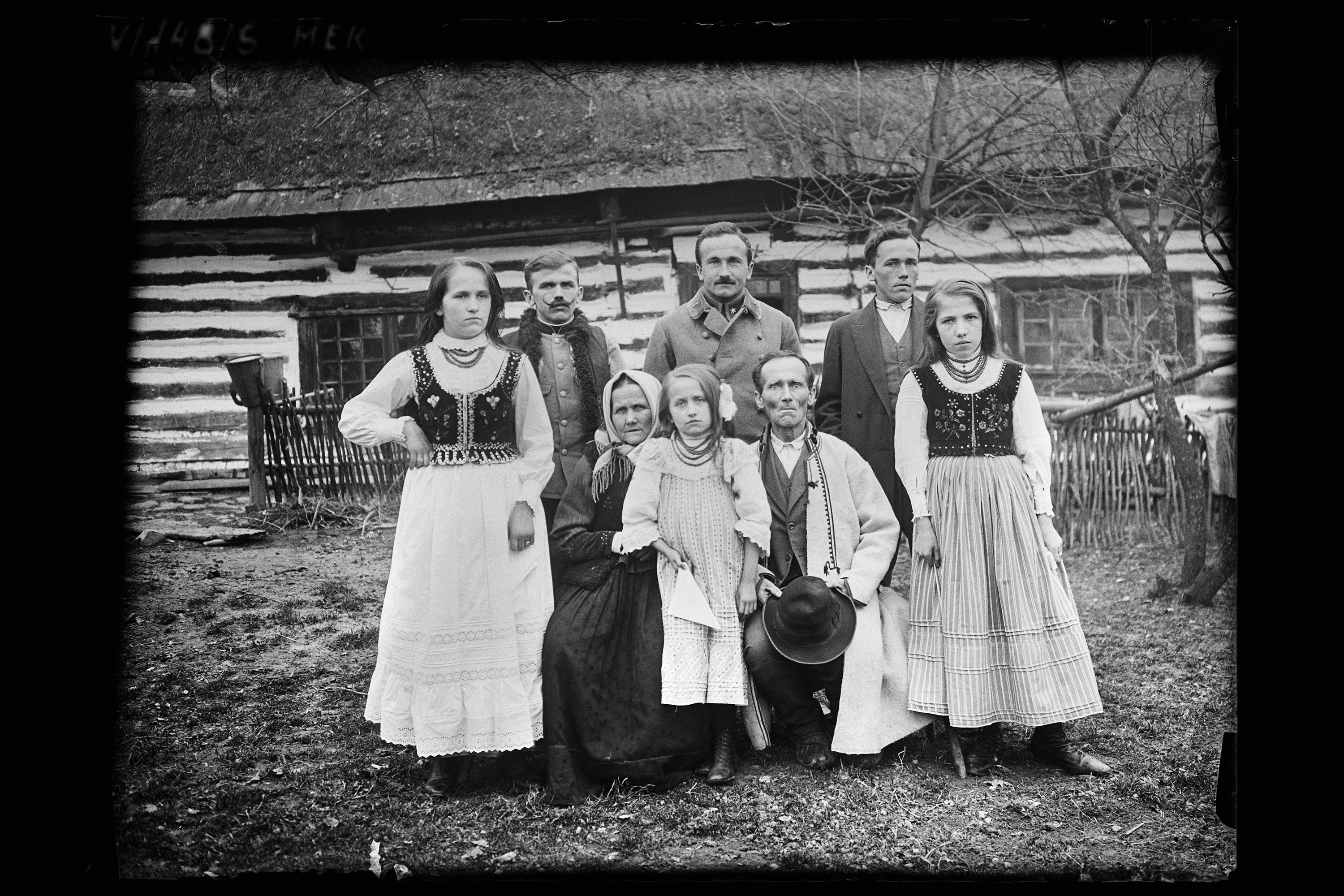
Rodzina z Jurkowa w tradycyjnych strojach Lachów Limanowskich. Dwóch młodych mężczyzn ubranych w mundury wojskowe, trzeci po miejsku (1915)

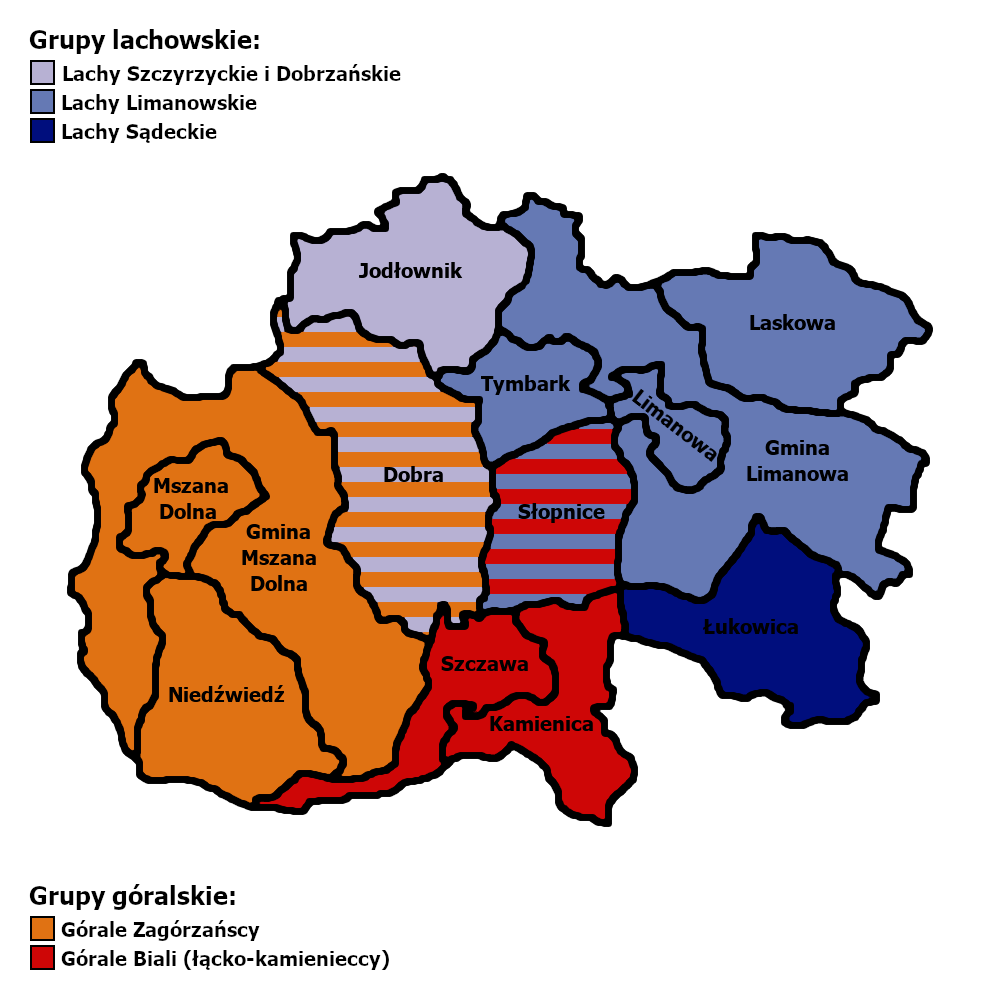
Grupy lachowskie w powiecie limanowskim zaznaczone barwą niebieską

Lachy Limanowskie – grupa etnograficzna ludności polskiej rozdzielająca Górali od Krakowiaków.

## Zasięg występowania i topografia terenu
Północną granicę występowania Lachów Limanowskich wyznacza wał górski będący północnym obrzeżem rzeki Łososiny. Na zachodzie teren ograniczony jest pasem wzgórz ze szczytami Pasierbiec i Zęzów, na południu doliną Łososiny (w stronę stoków Cichonia), zaś dalej granica biegnie w kierunku wschodnim grzbietami Ostrej, Jeżowej Góry, Łyżki i Latacza, gwałtownie skręcając ku północy na wysokości Chomranic.
Od północnego zachodu grupa ta graniczy z Lachami Szczyrzyckimi; od północy z Krakowiakami; od wschodu – z Lachami Sądeckimi; od południa – z Góralami Sądeckimi (od Łącka i Kamienicy); od zachodu, poprzez wsie o przejściowym charakterze kultury (Jurków, Chyszówki, Półrzeczki) – z Zagórzanami.
Teren zamieszkiwany przez Lachów Limanowskich to obszar górzysty. Ośrodkiem kulturowym i administracyjnym była Limanowa.

## Gospodarka i kultura
Podstawę tradycyjnej gospodarki Lachów Limanowskich stanowiło rolnictwo, sadownictwo (jabłka, śliwy, porzeczki) oraz hodowla bydła. Wsie skupione w dolinach rzek tworzyły rodzaj łańcuchówek; w górnych partiach dominowały przysiółki. Przeważały zagrody wielobudynkowe (chałupa, stodoła, stajnia, spichlerz, chlewiki). Budynki stawiane na zrąb kryte były dachami czterospadowymi, słomianymi – tzw. kiczkami w schodki. Podobnie jak u Lachów Sądeckich, w chałupie przez okrągły rok trzymano bydło.
W sztuce ludowej zwraca się uwagę na rzeźbę w drewnie, z dominującymi motywami religijnymi – Chrystusem Ukrzyżowanym, Frasobliwym, U Słupa, Świętym Nepomucenem. Powszechny był także wyrób bibułowych kwiatów (palmy wielkanocne, ozdabianie obrazów w izbie, mogił) oraz hafciarstwo. Rozwinięte było rzemiosło: ciesielstwo, stolarstwo, bednarstwo, kowalstwo, kołodziejstwo, tkactwo, sukiennictwo (czyli wyrób w foluszach grubego sukna odzieżowego z tkanin wełnianych). Słynęła niegdyś z niego Żmiąca. Wyrób koszyków, drobnych sprzętów drewnianych czy obróbka lnu i przędzenie nici wykonywano powszechnie po domach, starając się, aby gospodarstwo było jak najbardziej samowystarczalne. Przemysł w regionie to przede wszystkim rafineria nafty w Limanowej-Sowlinach, browar w Limanowej i zakłady drzewne w Dobrej.
Folklor muzyczny był różnorodny, ulegał wpływom sąsiednich grup etnograficznych. Tradycje kultywują zespoły regionalne – Limanowianie z Limanowej, zespół Spod Kicek z Mordarki i Pisarzowianie z Pisarzowej.

## Strój ludowy
Strój ludowy męski składał się z sukiennych spodni wpuszczonych do butów z cholewami, białej koszuli, na którą nakładano granatowy ozdobiony kaftan lub kamizelkę. Ubiorem wierzchnim była lniana górnica z wyłogami, a dni chłodniejsze – sukienne gunie, sukmany lub gurmany.
Kobiety na lnianą koszulę i halkę nakładały kolorową spódnicę – najczęściej z tkaniny tybetowej – na nią zaś haftowaną białą zapaskę. Panny nosiły zdobione haftem i koralikami gorsety. Mężatki wyróżniała chusta związana w czepiec. Zimą noszono krótkie kożuszki i wełniane naramienne chusty. Na nogach kobiety nosiły wiązane trzewiki.
W centrum regionu Lachów Limanowskich dawny strój najszybciej zaginął. Na przełomie XIX i XX w. mężczyźni czasami nosili jeszcze latem „do kościoła” białe, lniane spodnie płócionki i białe, długie koszule na wypust, przepasane paskiem. Do tego wkładano granatowe kamizelki nowszego typu, z wykładanym kołnierzem i klapami, wykończone kolorową lamówką, różną w poszczególnych parafiach (czerwoną, niebieską, zieloną). Na wierzch zakładano jeszcze gdzieniegdzie płócienne górnice. Sukienne spodnie miejskiego kroju, granatowe lub czarne, jako jedyną ozdobą miewały czerwony sznurek w szwach nogawek. Zimą bogaci gospodarze nosili sfałdowane na biodrach, ozdobne kożuchy, szyte w Pisarzowej lub Starym Sączu.
Kobiety na przełomie XIX i XX w. nadal chodziły w długich, szerokich (na 5–6 półek) i fałdzistych spódnicach, najczęściej już z fabrycznych tkanin. Panny szyły je z batystu, muślinu, wzorzystego perkalu lub tybetu w kwiaty; starsze kobiety – z materiałów bawełnianych lub wełnianych w ciemniejszych, spokojnych kolorach. Pod spód nadal wkładano kilka spódnic spodnich oraz falbaniarz – płócienną, białą halkę wyciętą dołem w zęby, zdobioną białym haftem angielskim. Poza białymi zapaskami zdobionymi haftem lub kupną koronką, modne były zapaski alpagowe, czarne, z falbaną, zdobione szerokim szlakiem wielobarwnego kwiecistego haftu atłaskowego. Gorsety były już najczęściej aksamitne, czarne lub granatowe, obszywane ozdobną pasmanterią lub haftowane koralikami w kwiaty. Poza płóciennymi lub sukiennymi katankami, sfałdowanymi na biodrach, noszono szersze, proste wizytki, ozdobione pasami ciemniejszej aplikacji, wyciętymi na krawędziach w zęby. Płócienne płachty wyszły już z użycia. Noszono zamiast nich rozmaite fabryczne chusty naramienne. Zamożne gospodynie chętnie nosiły drogie wełniane budrysówki w tureckie wzory. Na początku XX w. weszły w modę czarne trzewiki z cholewkami powyżej kostki, sznurowane.